# Famille Da Lezze
Pour les articles homonymes, voir Legge.
La famille Lezze ou Legge (en vénitien Leze ou Da Lezze ou Traversari) est une famille patricienne de Venise, originaire de Lecce, dans les Pouilles, ou de Ravenne.

## Historique
La famille Lezze vient dans la Cité des Doges à la fin du Xe siècle, où elle est anoblie à la fin de la guerre de Gênes, en 1310.
Trois membres illustres de la famille sont illustrés dans le monument funéraire de la famille, qui occupe la contre-façade de Église Santa Maria Assunta (Venise).

## Armes

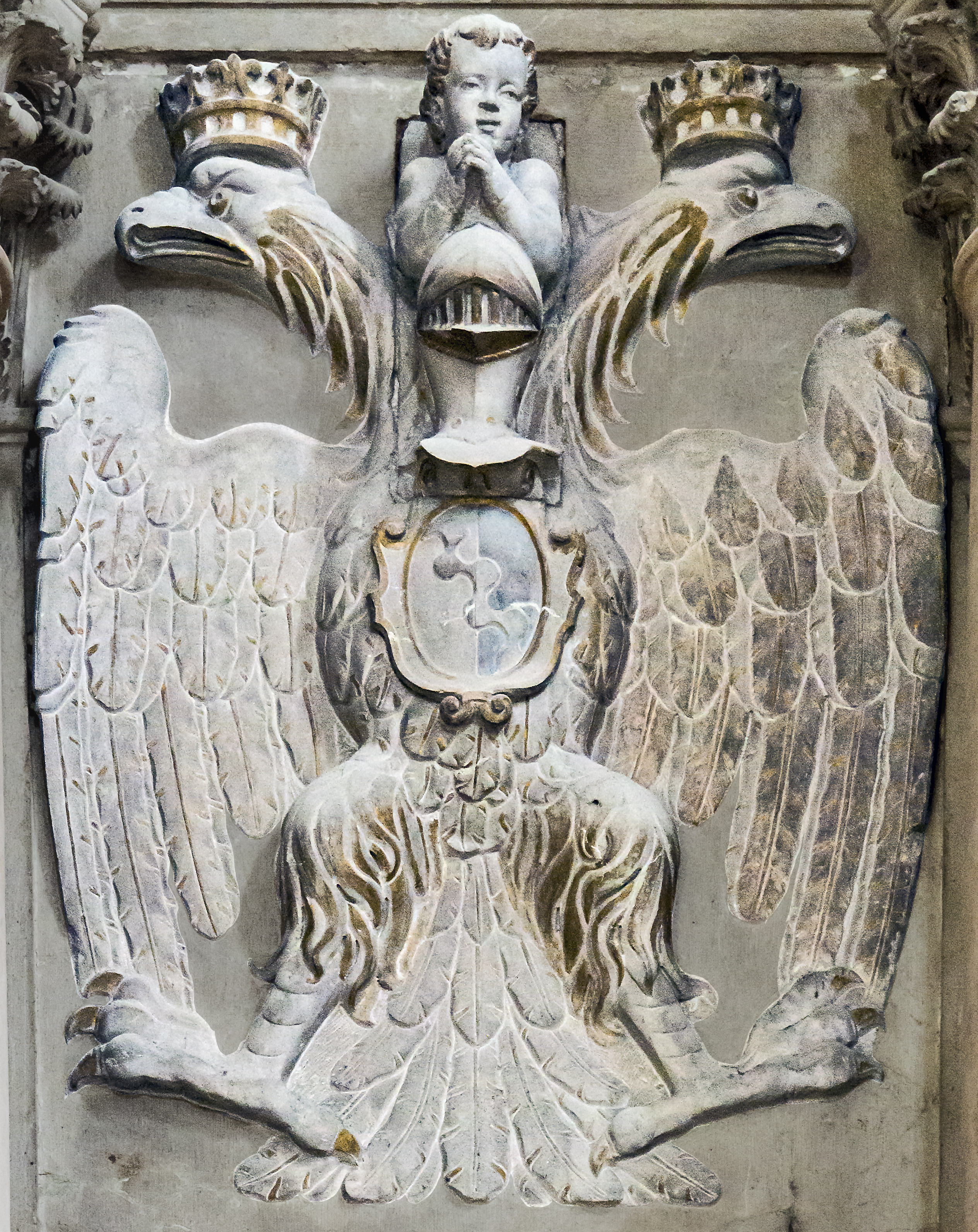
Blason de la famille

Les armes des Legge se blasonnent ainsi d'un écu parti d'azur et d'argent, avec une Cotice ou face rétrécie ondée de l'un en l'autre.

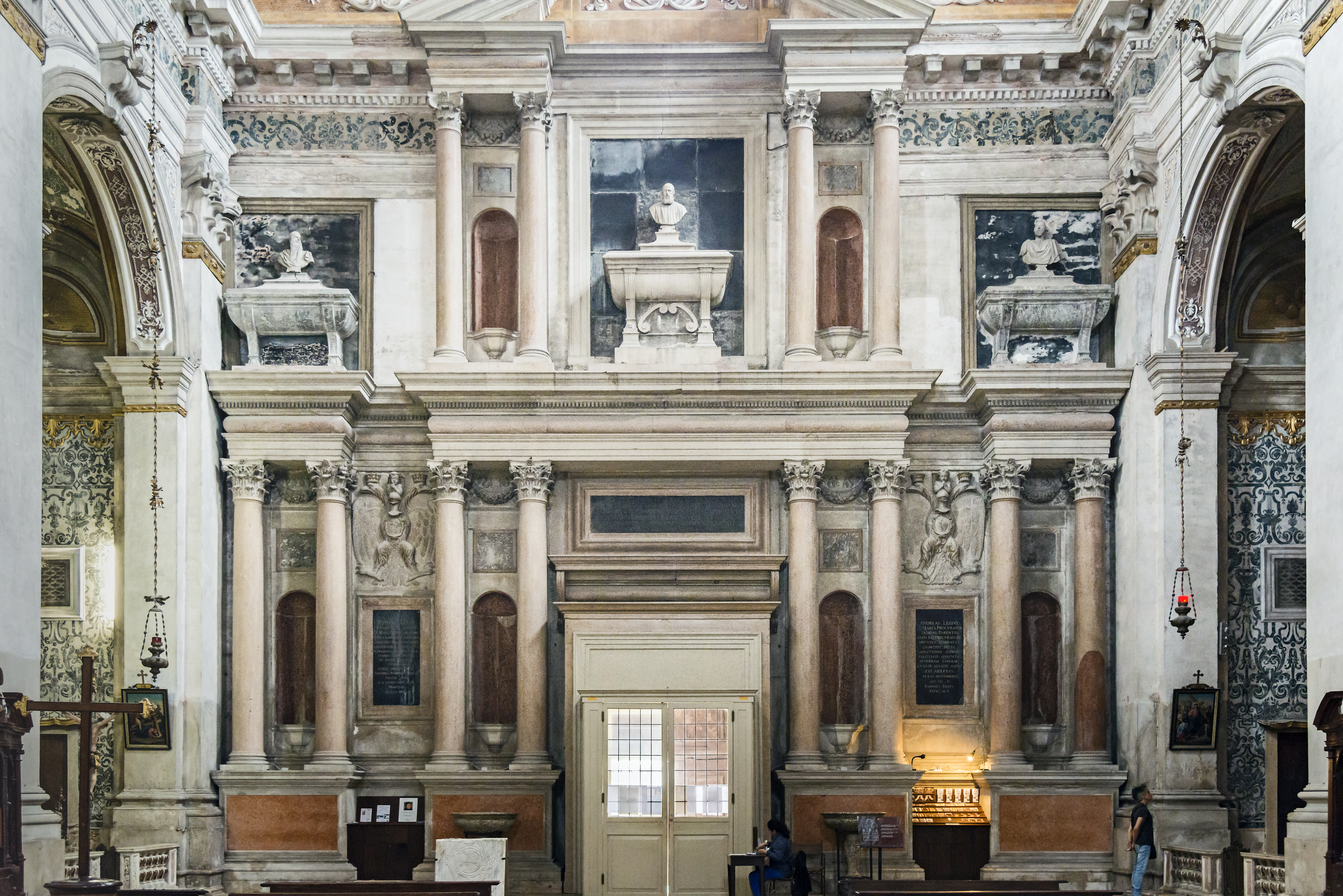
Monument de la famille Da Lezze à Santa Maria Assunta.

## Palais

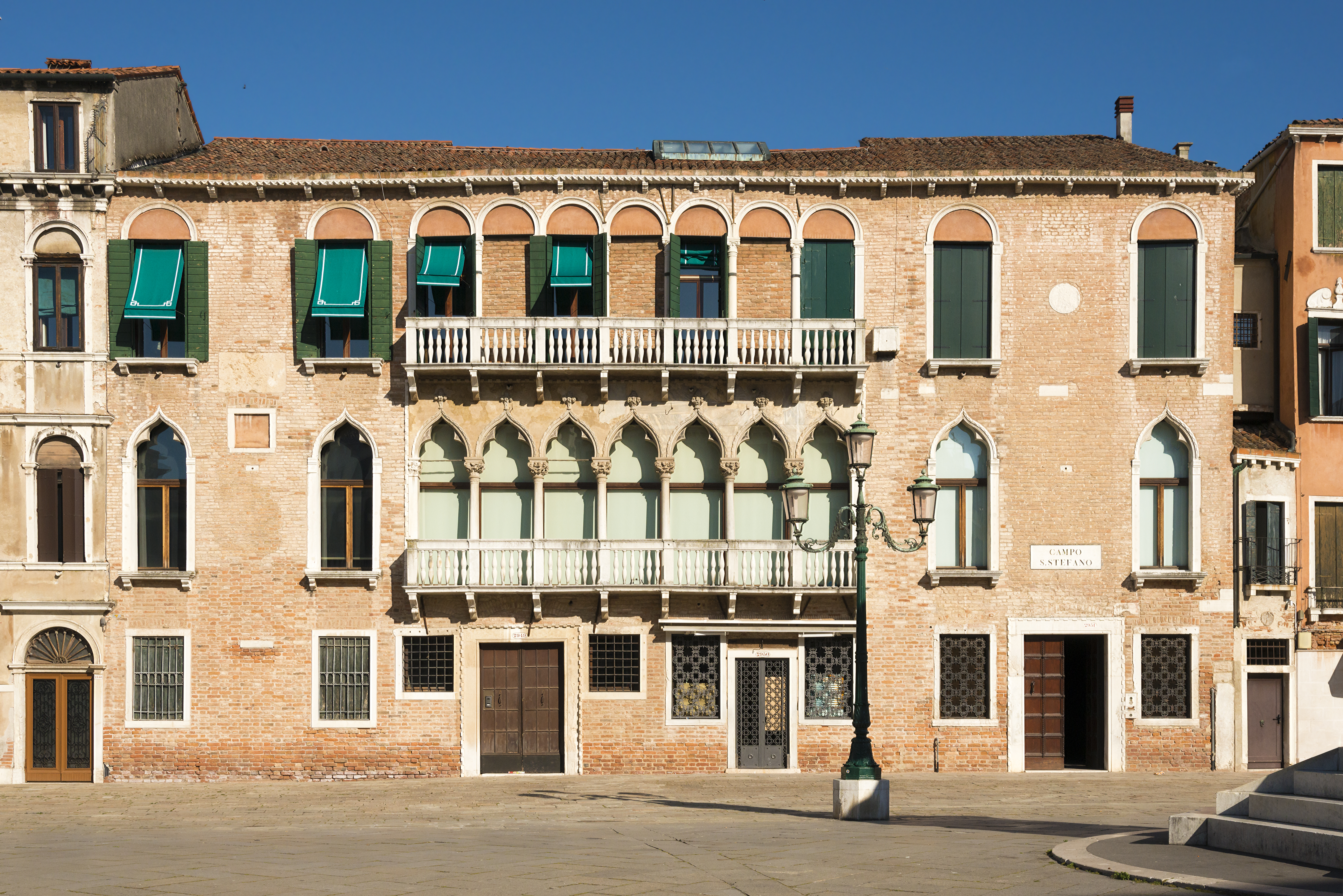
Palazzo Lezze di santo Stefano
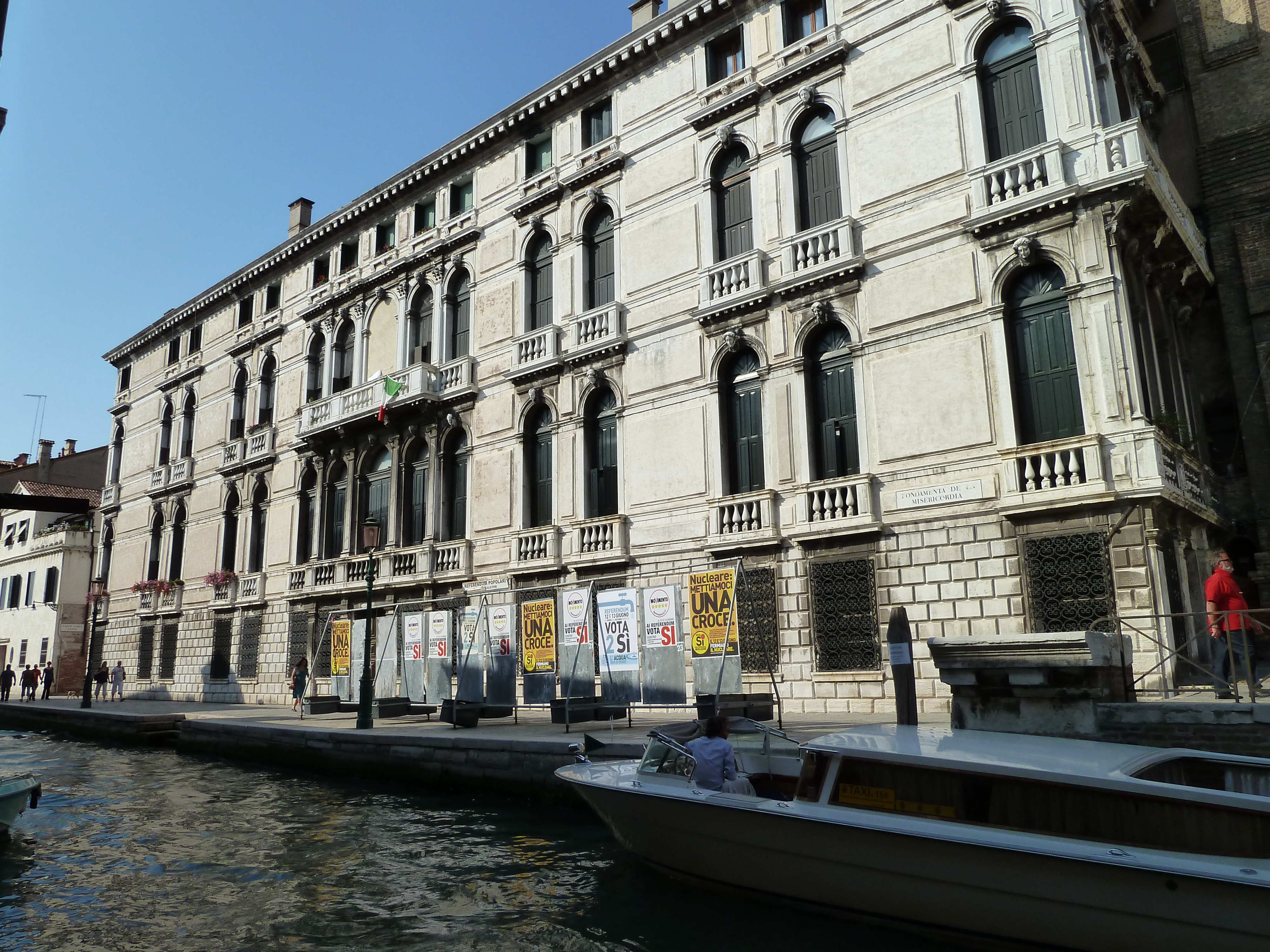
Palais Da Lezze a la Misericordia
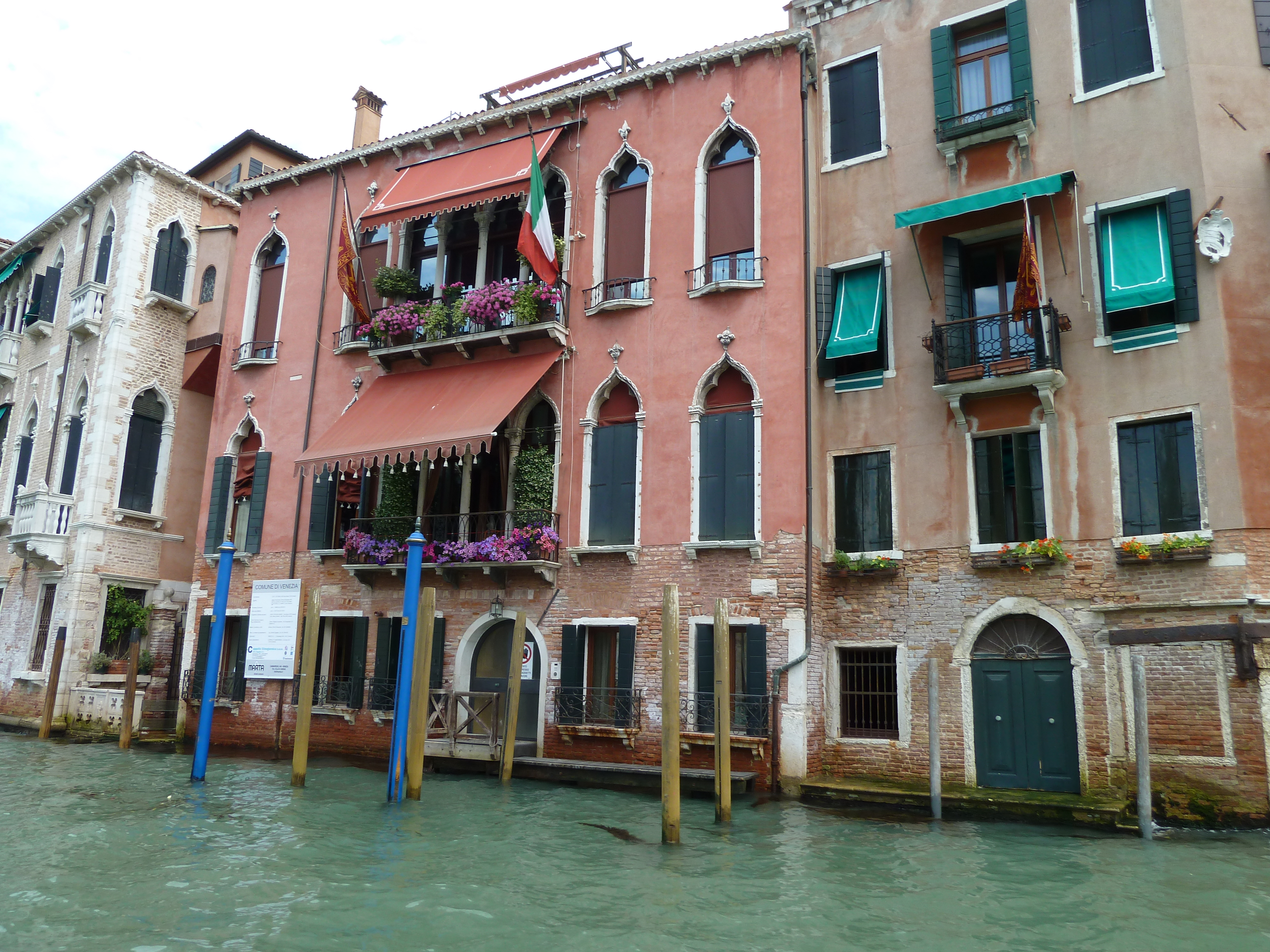
Palais Da Lezze

- Palazzo Lezze di santo Stefano
- Palais Da Lezze a la Misericordia
- Palais Da Lezze